# 호적
한국에서 호적(戶籍)은 호구를 알아보려고 만든 호구 장부이다. 호적은 호주를 기준으로 하여 가별(家別) 단위로 하여 그에 속하는 사람들의 신분에 관한 사항을 기재한 공문서로, 주로 부부를 중심으로 이루어진 가족을 등재하되, 때에 따라서는 여러 세대의 가족이 한 호적에 기록되기도 하였다.

## 역사
호적은 행정상의 목적으로 상당히 일찍부터 시행되었을 것이나 대체로 한국에서는 율령(律令)이 반포된 삼국시대에 시행된 것 같다. 일본 정창원(正創院)에서 발견된 신라 민정문서(民政文書)는 그 좋은 예이다.
고려시대에는 집 혹은 가족을 단위로 하여 호주 및 가적(家籍)에 속하는 가족과 신분 관계 등을 기록한 공문서로서 호적이라는 명칭이 처음 나타났다.
고려 시대에는 백성의 신분에 따라 제도의 내용도 달랐던 듯하다. 즉 서민은 주군현(州郡縣)의 지방관이 해마다 호구를 조사하여 호부(戶部)에 보고하였으며, 양반(귀족)은 3년마다 호적 2건을 작성하여 하나는 관처에 두고, 하나는 자기 집에 두었다. 내용은 호주(戶主)·세계(世系), 동거하는 자식, 형제, 조카사위 등 족파와 노비를 기록하였다. 이러한 호구 조사는 국가의 수취 체제상 필요한 것이었다.

## 대한민국 호적법의 호적제도
가족관계의 등록 등에 관한 법률이 2008년부터 시행되면서 구 호적법은 폐지되었다.
모든 신분관계에 대해 민법 기타의 여러 법률은 많은 권리의무를 인정하고 있으므로 개인의 신분관계를 공시하는 제도가 필요하다. 이와 같은 필요에서 마련된 것이 호적제도이며, 호적제도를 규율하기 위하여 호적법(戶籍法)과 호적법시행령(戶籍法施行令)이 시행되었었다. 호적사무를 취급하는 기관을 호적공무원이라고 하는데 호적사무는 시·읍·면의 장이 관장하며, 관할가정법원장의 감독을 받는다. 호적은 신분상의 권리의무관계에 중요한 의미를 가지므로 일반에게 널리 공사할 필요가 있다. 따라서 시·읍·면에 있는 호적을 지번(地番)의 순서에 따라 철하여서 호적부를 만들어 놓는다. 즉 호적부는 원본(原本) 부본(副本)으로 작성되어 원본은 시·읍·면에 비치하고, 부본은 감독 법원에 비치하여 원본과 다름없음을 기재한 후 직인(職印)을 찍어 교부하며, 호적초본의 교부신청이 있으면 청구한 사람이 지정한 호적의 일부를 초사(抄寫)하여 교부를 해주어야 한다. 이와 같은 교부청구는 청구자 자신의 것에만 국한되는 것이 아니고 타인의 것이라도 일정한 수수료만 납부하면 누구든지 청구할 수 있다. 신분관계의 변동은 신속·정확히 공시되어야 하므로 호적신고의무자나 호적관계공무원이 그 의무를 게을리하면 법률에 의해 제재가 가해진다. 즉 신고 의무자가 정당한 이유 없이 신고기간 내에 신고 또는 신청을 하지 않으면 2만원 이하의 과태료에 처하고, 시·읍·면장의 최고를 받고서도 그 기간 내에 신고 또는 신청을 하지 않으면 4만원 이하의 과태료에 처한다. 또한 허위신고를 하면 20만원 이하의 벌금에 처한다. 그리고 시·읍·면장이 정당한 이유 없이 신고 또는 신청을 받지 않거나 기재를 게을리하고, 호적에 관한 서류의 열람을 거부하며, 호적에 관한 증명 서류를 교부하지 않거나 그 밖에 직무를 태만히 한 때에는 4만원 이하의 과태료에 처하며 형사상으로 문책되기도 한다. 시·읍·면의 장이 위법하거나 부당한 처분을 한 때에는 이해관계자가 법원에 불복신청을 할 수 있는데, 만약 불복신청에 정당한 이유가 있으면 새로운 처분을 할 수 있다.

### 호적의 신고
신분관계의 변동을 일으키는 법률행위나 사실관계가 발생한 경우에 그 변동사항을 호적에 기재하기 위하여 관계자는 이를 호적공무원에게 신고해야 한다. 호적은 신고·신청 등의 방법에 의해서 기재되며, 또한 직권에 의한 경우도 있으나 신고나 신청에 의한 경우가 대부분이다. 호적법상의 신고는 크게 보고적 신고와 창설적 신고로 나눌 수 있다. 보고적(報告的) 신고는 이미 있는 사실이나 법률관계를 신고하는 것을 말하는데, 재판상 이혼 또는 재판상 인지 등 재판에 의하여 생긴 효과에 관하여 신고하는 것이 이에 해당된다. 창설적(創設的) 신고란 그 신고에 의하여 비로소 일정한 신분관계의 변동이 생기는 경우를 말하는데, 인지, 입양, 혼인, 이혼 등에 관한 신고가 이에 해당된다. 호적신고는 본인이 스스로 하는 것이 원칙이므로, 미성년자나 금치산자라도 의사능력이 있는 한 법정대리인의 동의를 얻지 않고 독자적으로 신고할 수 있다. 신고는 신고사건 본인의 본적지 또는 신고인의 주소지나 현재지를 관할하는 시·읍·면의 장에 대해서 하는데 신고방법은 서면이나 혹은 구술로 할 수 있다. 신고서에는 호적법과 호적법시행령에 규정된 기재사항을 기재하여 신고인이 서명날인한 후에 제출하면 된다. 제출된 신고서는 호적공무원이 이를 수리함으로써 호적의 신고가 완료되어 신분관계에 변동이 생긴다. 호적에 기재된 신분관계는 일단 진정한 것으로 추정되므로, 호적정정(訂正)이 있기까지에는 그 호적기재사실과 저촉되는 새로운 신고를 수리할 수 없다.

### 호적의 정정
호적의 기재가 적법하지 않거나 진실에 반할 때는 그 기재를 진정한 신분관계에 일치시켜야 하는데 이를 호적의 정정이라고 한다. 호적을 정정하는 방법에는 다음 세 가지가 있다.

#### 법원의 허가에 의한 정정
호적의 기재가 법률상 허용될 수 없는 것이거나 그 기재에 착오나 누락이 있을 때, 또는 신고에 의해 효력이 발생되는 행위 즉 신고사항에 관하여 호적의 기재 후 그 행위가 무효인 것으로 밝혀진 때에는 법원의 허가를 얻어 호적정정의 신청을 할 수 있다. 즉 법원의 허가재판이 있으면 1개월 이내에 재판서 등본을 첨부하여서 정정의 신청을 할 수 있다(122조).

#### 확정판결에 의한 정정
법원의 허가를 얻어서 호적정정을 할 수 있는 경우 이외에는 확정판결을 받아서 호적정정을 할 수 있다. 이 때에는 판결확정일로부터 1개월 이내에 판결서등본과 그 확정증명서를 첨부하여 호적정정을 신청해야 한다(123조).

#### 직권에 의한 정정
법원 기타의 관공서나 공무원이 그 직무상 호적기재에 잘못이 있음을 발견한 때에는 호적관장기관에 이를 통지하고, 그 통지를 받은 호적관장기관은 이 사실을 신고인이나 신고사건의 본인에게 통지하여야 한다(22조 1항). 그리고 시·읍·면의 장이 그 잘못을 발견한 때에도 신고인 등에게 통지해야 한다. 본인에게 대하여 통지를 할 수 없거나 통지를 하여도 정정신청을 하지 않는 때에는 시·읍·면의 장이 감독법원의 허가를 얻어 직권으로 정정을 할 수 있다(22조). 그리고 호적관장기관의 과실로 인하여 잘못이 생긴 때에도 감독법원의 허가를 얻어 정정을 할 수 있다.

## 판례
- 호적부의 기재사항은 이를 번복할 만한 명백한 반증이 없는 한 진실에 부합하는 것으로 추정되고, 특히 호적부의 사망기재는 쉽게 번복할 수 있게 해서는 안되며, 그 기재내용을 뒤집기 위해서는 사망신고 당시에 첨부된 서류들이 위조 또는 허위조작된 문서임이 증명되거나 신고인이 공정증서원본불실기재죄로 처단되었거나 또는 사망으로 기재된 본인이 현재 생존해 있다는 사실이 증명되고 있을 때, 또는 이에 준하는 사유가 있을 때 등에 한하여 호적상의 사망기재의 추정력을 뒤집을 수 있을 뿐이고, 그러한 정도에 미치지 못한 경우에는 그 추정력을 깰 수 없다 할 것이므로, 호적상 이미 사망한 것으로 기재되어 있는 자는 그 호적상 사망기재의 추정력을 뒤집을 수 있는 자료가 없는 한 그 생사가 불분명한 자라고 볼 수 없어 실종신고를 할 수 없다.[2]

## 같이 보기
- 주민등록
- 양안
- 가족관계등록부
- 본관
- 본적